# Hemiramphus
Hemiramphus là một chi cá biển trong họ cá lim kìm (Hemiramphidae)

## Các loài
Hiện hành có 12 loài được ghi nhận trong chi này
- Hemiramphus archipelagicus Collette & Parin, 1978 (Jumping halfbeak)
- Hemiramphus balao Lesueur, 1821 (Balao halfbeak)
- Hemiramphus bermudensis Collette, 1962 (Bermuda halfbeak)
- Hemiramphus brasiliensis (Linnaeus, 1758) (Ballyhoo halfbeak)
- Hemiramphus bruuni (Parin, Collette & Shcherbachev, 1980)
- Hemiramphus convexus M. C. W. Weber & de Beaufort, 1922
- Hemiramphus depauperatus Lay & E. T. Bennett, 1839 (Tropical halfbeak)
- Hemiramphus far (Forsskål, 1775) (Blackbarred halfbeak)
- Hemiramphus lutkei Valenciennes, 1847 (Lutke's halfbeak)
- Hemiramphus marginatus (Forsskål, 1775) (Yellowtip halfbeak)
- Hemiramphus robustus Günther, 1866 (Three-by-two garfish)
- Hemiramphus saltator C. H. Gilbert & Starks, 1904 (Longfin halfbeak)